# Ashlie Atkinson
Ashlie Atkinson, född 6 augusti 1977 i Little Rock, Arkansas, är en amerikansk skådespelare.
Atkinson har bland annat medverkat i TV-serierna Mr. Robot från 2019 och The Gilded Age från 2022. Hon har även medverkat i filmen BlacKkKlansman från 2018.

## Filmografi (i urval)
- 2013 – The Wolf of Wall Street
- 2015 – Spionernas bro
- 2018 – BlacKkKlansman
- 2019 – Mr. Robot (TV-serie)
- 2022 – The Gilded Age (TV-serie)
- 2025 – The Lost Bus